# نيكولا دالبي
نيكولا دالبي (بالدنماركية: Nicolas Dalby) هو ملاكم كيك بوكسينغ دنماركي، ولد في 16 نوفمبر 1984.

## وصلات خارجية
- نيكولا دالبي على موقع يو إف سي (الإنجليزية)
- نيكولا دالبي على موقع شيردوغ (الإنجليزية)
- نيكولا دالبي على موقع Tapology.com (الإنجليزية)
- نيكولا دالبي على موقع IMDb (الإنجليزية)